# Cryphia persica
Cryphia persica là một loài bướm đêm trong họ Noctuidae.